# Погорелов (Зимовниковский район)
Погорелов — хутор в Зимовниковском районе Ростовской области.
Входит в состав Камышевского сельского поселения.

## География

### Улицы
- ул. Восточная,
- ул. Дружбы,
- ул. Мира,
- ул. Новая,
- ул. Садовая,
- ул. Стадионная,
- пер. Зеленый.

## Население
Динамика численности населения
| 1926 | 2002 |
| ---- | ---- |
| 379  | 563  |

| 2010 |
| ---- |
| 506  |